# Équipe cycliste Veranclassic-Ago

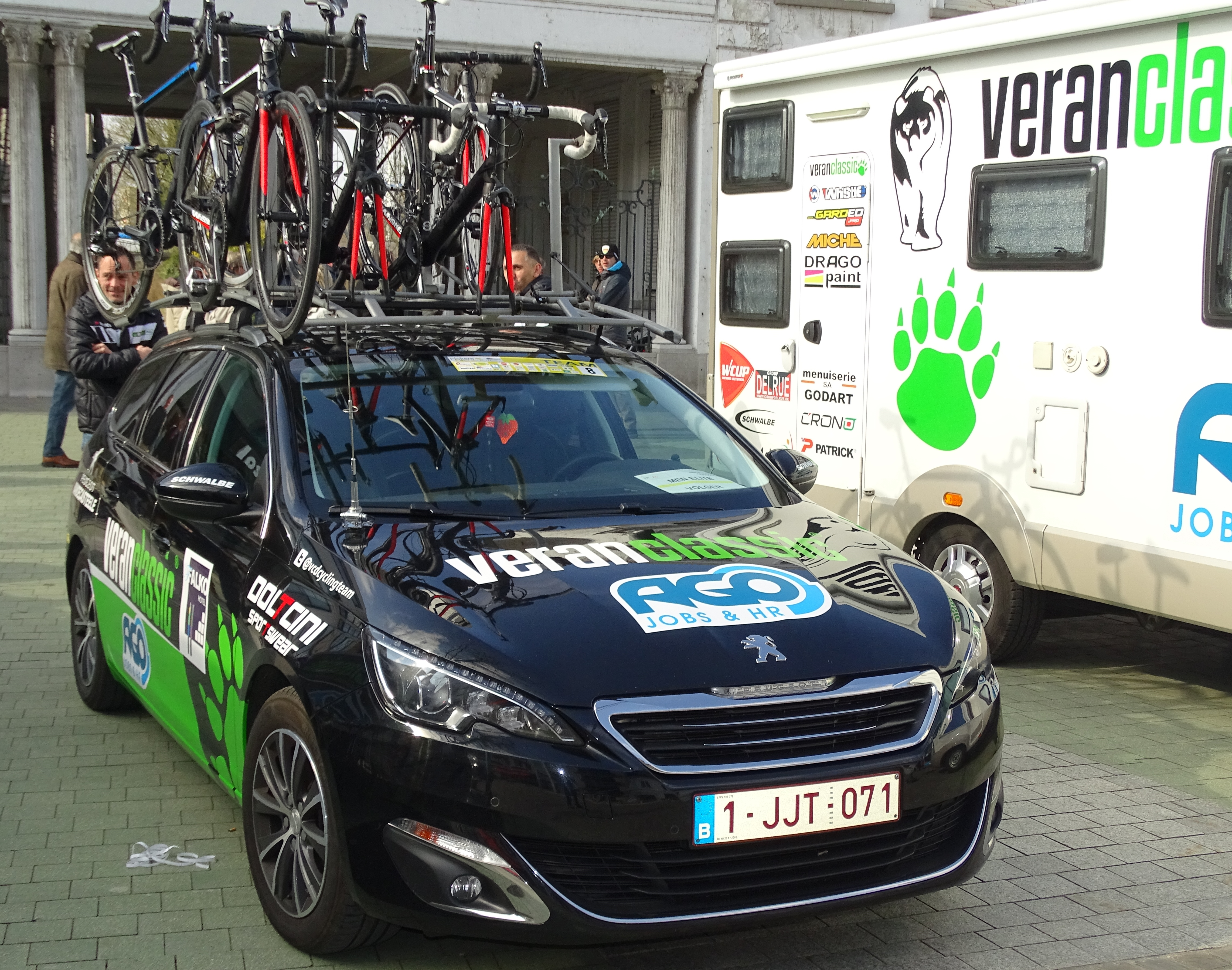
Véhicules de support en 2016

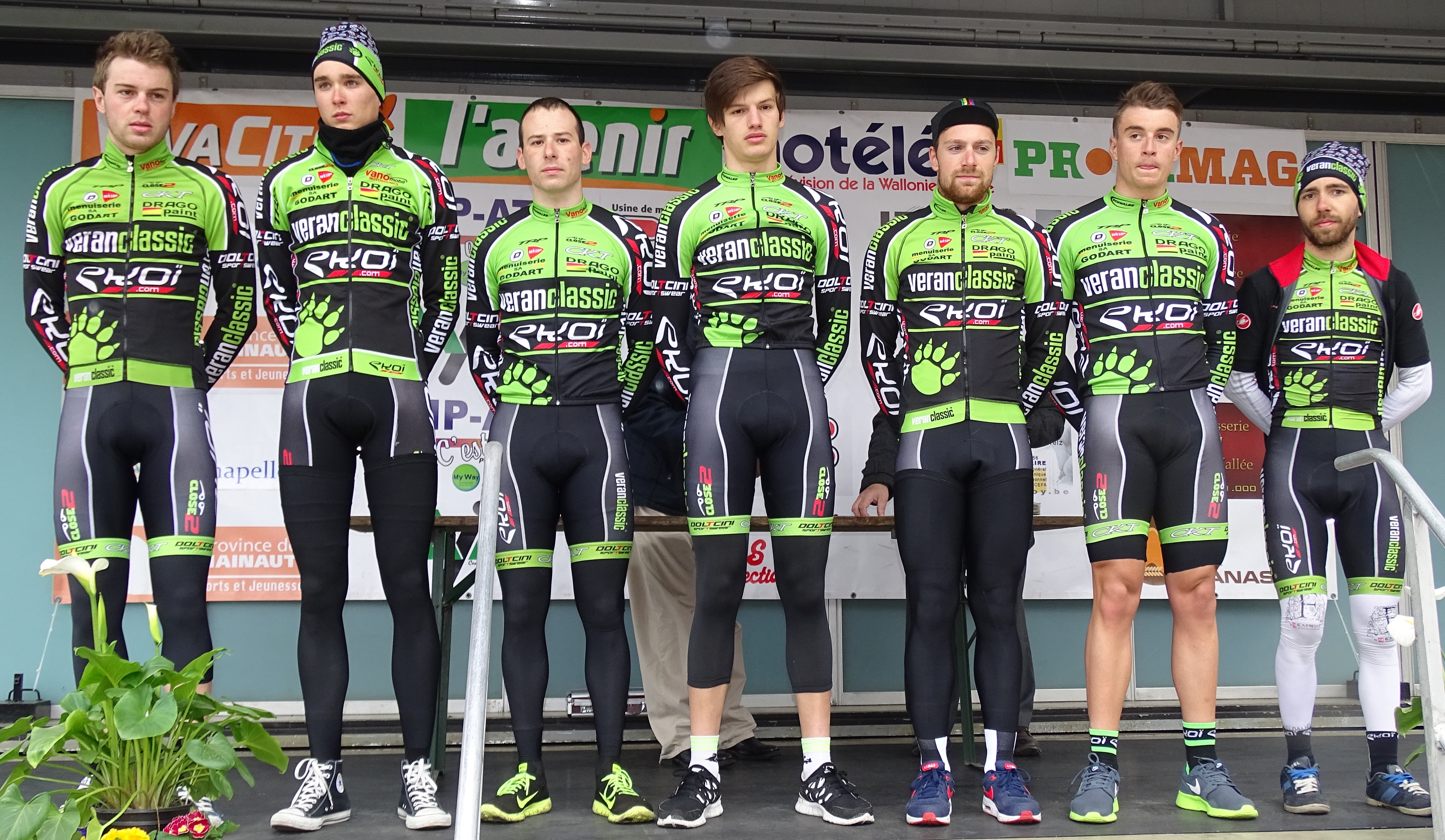
L'équipe en 2015

L'équipe cycliste Veranclassic-Ago est une équipe cycliste professionnelle. Lancée en 2011 comme équipe continentale avec une licence algérienne sous le nom de Ville d'Alger-Aïn Benian puis Geofco-Ville d'Alger au cours de l'année, elle devient belge en 2013 sous le nom de Doltcini-Flanders.

## Histoire de l'équipe

### 2011
L'équipe est créée en 2011 comme équipe continentale avec une licence algérienne, basé à Jemappes en Belgique, avec pour nom Ville d'Alger-Aïn Benian puis Geofco-Ville d'Alger à partir du 29 août date à laquelle Geoffrey Coupé prend le rôle de manager général.
En 2014, l'entreprise belge Veranclassic spécialisée dans la construction de jardins et vérandas décide de se lier pour 3 ans avec Geoffrey Coupe en tant que sponsor principal de son équipe cycliste continentale. Ce qui donnera lieu en 2013 à Veranclassic-Doltini, en 2015 à Veranclassic-Ekoï et en 2016 à Veranclassic-Ago.

### 2013
L'équipe devient belge avec la même base à Jemappes et le même encadrement dont son manager Geoffrey Coupé,. Pour sa première saison sous licence belge, l'équipe glane pas moins de 25 succès sur des courses du calendrier belge et parvient à se hisser sur le podium du Grand Prix Pino Cerami avec Andris Smirnovs.

### 2014
Pour 2014, l'équipe change de nom et s'appellera désormais Veranclassic-Doltcini. Le manager, Geoffrey Coupé annonce la signatures de 6 coureurs début octobre dont le sprinteur français Fabien Bacquet qui arrive en provenance de la formation BigMat-Auber 93. L'équipe accueillera également le sprinter français Denis Flahaut qui arrive en pronvenance de la formation Colba-Superano Ham avec son coéquipier Yu Takenouchi, actuel champion du Japon de cyclo-cross.

### 2015
Il est annoncé le 20 juillet 2014 qu'en 2015 l'équipe se nommera Veranclassic-Ekoï, l'entreprise française Ekoï ayant signé un partenariat de trois ans avec l'équipe.

### 2016
Pour 2016, les deux principaux sponsors de l'équipe sont Veranclassic, qui donne son nom à l'équipe depuis 2014, et l'agence d'emploi intérimaire Ago, qui s'est engagée fin 2015 pour une saison. L'équipe s'arrête à l'issue de la saison 2016.

## Principales victoires

### Courses d'un jour
- Grand Prix de la ville de Nogent-sur-Oise : Robin Stenuit (2015)
- Memorial Philippe Van Coningsloo : Robin Stenuit (2015)
- Grand Prix de la ville de Saint-Nicolas : Justin Jules (2016)

### Championnats nationaux
- Championnats du Japon de cyclo-cross : 2
  - Élites : 2014  et 2015 (Yu Takenouchi)

## Classements UCI
L'équipe participe aux épreuves des circuits continentaux et principalement les courses du calendrier de l'UCI Europe Tour. Les tableaux ci-dessous présente les classements de l'équipe sur les circuits, ainsi que son meilleur coureur au classement individuel.
UCI Africa Tour
| Saison | Classement par équipes | Meilleur coureur au classement individuel |
| ------ | ---------------------- | ----------------------------------------- |
| 2011   | 17e                    | Nabil Baz (105e)                          |
| 2012   | 22e                    | Bert Scheirlinckx (145e)                  |
| 2013   | 15e                    | Khaled Guemihi (22e)                      |
| 2015   | 10e                    | Justin Jules (62e)                        |
| 2016   | 17e                    | Justin Jules (135e)                       |

UCI Asia Tour
| Saison | Classement par équipes | Meilleur coureur au classement individuel |
| ------ | ---------------------- | ----------------------------------------- |
| 2014   | 60e                    | Bob Schoonbroodt (121e)                   |
| 2015   | 76e                    | Jonathan Breyne (247e)                    |

UCI Europe Tour
| Saison | Classement par équipes | Meilleur coureur au classement individuel |
| ------ | ---------------------- | ----------------------------------------- |
| 2012   | 118e                   | Thomas Vernaeckt (883e)                   |
| 2013   | 91e                    | Gorik Gardeyn (377e)                      |
| 2014   | 58e                    | Joeri Stallaert (148e)                    |
| 2015   | 71e                    | Justin Jules (111e)                       |
| 2016   | 85e                    | Justin Jules (522e)                       |

## Effectif en 2016
| Cycliste              | Date de naissance | Nationalité | Équipe 2015                   |  |
| --------------------- | ----------------- | ----------- | ----------------------------- |  |
| Kenny Bouvry          | 7 avril 1994      | Belgique    | ESEG Douai-Origine Cycles     |  |
| Jonathan Breyne       | 4 janvier 1991    | Belgique    | Veranclassic-Ekoï             |  |
| Alexis Caresmel       | 7 mars 1992       | France      | EC Raismes Petite-Forêt       |  |
| Adrien Caulfield      | 28 juillet 1993   | France      |                               |  |
| Niels De Rooze        | 6 septembre 1992  | Belgique    | Veranclassic-Ekoï             |  |
| Julien Dechesne       | 10 avril 1991     | Belgique    | Veranclassic-Ekoï             |  |
| Justin Jules          | 20 septembre 1986 | France      | Veranclassic-Ekoï             |  |
| Mathias Krigbaum      | 3 février 1995    | Danemark    | Veranclassic-Ekoï             |  |
| Matthias Legley       | 15 janvier 1991   | Belgique    | ESEG Douai-Origine Cycles     |  |
| Antoine Leleu         | 20 septembre 1993 | Belgique    | Veranclassic-Ekoï             |  |
| Sam Lennertz          | 3 septembre 1990  | Belgique    | Vastgoedservice-Golden Palace |  |
| Christophe Masson     | 6 septembre 1985  | France      | EC Raismes Petite-Forêt       |  |
| Yannick Mayer         | 15 février 1991   | Allemagne   | Bike Aid                      |  |
| Robin Mertens         | 8 novembre 1991   | Belgique    | Prorace                       |  |
| Dimitri Peyskens      | 26 novembre 1991  | Belgique    | 3M                            |  |
| Ioánnis Spanópoulos   | 20 mai 1993       | Grèce       |                               |  |
| Julien Van Den Brande | 6 janvier 1995    | Belgique    | Veranclassic-Ekoï             |  |
| Massimo Vanderaerden  | 21 janvier 1995   | Belgique    | Lotto-Soudal U23              |  |
| Arnaud Voss           | 4 novembre 1992   | Belgique    | Veranclassic-Ekoï             |  |